# Domenico Cotugno
Domenico Felice Antonio Cotugno (23 de enero de 1736 - 6 de octubre de 1822) fue un médico, anatomista y cirujano italiano.

## Biografía
Se gradúa en el año 1753 en la Universidad de Nápoles, y en 1756 se gradúa en la Escuela Médica Salernitana. En 1765 viaja a Roma y visita a Giovanni Battista Morgagni del que recibe una fuerte influencia. Se dedica a estudiar la anatomía humana, centrándose en el oído.

## Obra

De aquaeductibus auris humanae internae anatomica dissertatio, 1775.

- De acquaeductibus auris humanae internae anatomica dissertatio, ex typ. Simoniana, Nápoles 1761 (después Viena 1774, Bolonia 1775 y ss.). Sigue los trabajos de Guichard Joseph Duverney y Antonio Maria Valsalva.
- De ischiade nervosa commentarius, apud fratres Simonios, Neapoli 1764 (nueva ed. Carpi 1768 y ss.).
- De sedibus variolarum syntagma, apud fratres Simonios 1769 (Después Bononiae 1775 y ss.).
- A treatise on the nervous sciatica, or nervous hip gout, ed. en inglés, Londres 1775
- De animorum ad optimam disciplinam praeparatione oratio, ex typ. simoniiana, Nápoles 1778.
- Dello spirito della medicina, Tip. Morelli, Nápoles 1783.

## Epónimos asociados
- Síndrome de Cotugno: Un síndrome caracterizado por una neuralgia unilateral distribuida a lo largo del nervio ciático.
- Acueducto de Cotunnius: El acueducto del interior del oído.
- Columna de Cotunnius: Las columnas en la lámina espiral ósea de la cochlea.
- Liquor Cotunni: el fluido cerebroespinal.